# Magyarország a 2025-ös fedett pályás atlétikai Európa-bajnokságon
Magyarország a hollandiai Apeldoornban megrendezett 2025-ös fedett pályás atlétikai Európa-bajnokság egyik részt vevő nemzete. Az ország a versenyen 15 sportolóval képviseltette magát.

## Érmesek
| Érem  | Versenyző     | Versenyszám | Dátum      |
| ----- | ------------- | ----------- | ---------- |
| Arany | Molnár Attila | 400 m       | március 8. |

## Eredmények

### Férfi
| Versenyző         | Versenyszám | Előfutam | Előfutam | Előfutam | Elődöntő | Elődöntő | Elődöntő | Döntő   | Döntő    |
| Versenyző         | Versenyszám | Idő      | Hely.    | Össz.    | Idő      | Hely.    | Össz.    | Idő     | Helyezés |
| ----------------- | ----------- | -------- | -------- | -------- | -------- | -------- | -------- | ------- | -------- |
| Illovszky Dominik | 60 m        | 6,58     | 2.       | 2.       | 6,65     | 7.       | 14.      | kiesett | kiesett  |
| Molnár Attila     | 400 m       | 45,86    | 1.       | 2.       | 45,48    | 1.       | 1.       | 45,25   |          |
| Enyingi Patrik    | 400 m       | 46,24    | 2.       | 10.      | 46,45    | 4.       | 7.       | kiesett | kiesett  |
| Eszes Dániel      | 60 m gát    | 8,16     | 8.       | 31.      | kiesett  | kiesett  | kiesett  | kiesett | kiesett  |
| Szeles Bálint     | 60 m gát    | 7,93     | 7.       | 29.      | kiesett  | kiesett  | kiesett  | kiesett | kiesett  |

| Versenyző        | Versenyszám | Selejtező | Selejtező | Döntő    | Döntő    |
| Versenyző        | Versenyszám | Eredmény  | Helyezés  | Eredmény | Helyezés |
| ---------------- | ----------- | --------- | --------- | -------- | -------- |
| Jankovics Dániel | Magasugrás  | 218 cm    | 14.       | kiesett  | kiesett  |

### Női
| Versenyző         | Versenyszám | Előfutam | Előfutam | Előfutam | Elődöntő | Elődöntő | Elődöntő | Döntő         | Döntő         |
| Versenyző         | Versenyszám | Idő      | Hely.    | Össz.    | Idő      | Hely.    | Össz.    | Idő           | Helyezés      |
| ----------------- | ----------- | -------- | -------- | -------- | -------- | -------- | -------- | ------------- | ------------- |
| Takács Boglárka   | 60 m        | 7,15     | 1.       | 5.       | 7,09     | 1.       | 6.       | 7,12          | 7.            |
| Kéri Bianka       | 800 m       | 2:09,71  | 6.       | 28.      | kiesett  | kiesett  | kiesett  | kiesett       | kiesett       |
| Vindics-Tóth Lili | 3000 m      | 9:28,22  | 11.      | 23.      |          |          |          | kiesett       | kiesett       |
| Kozák Luca        | 60 m gát    | 8,04     | 5.       | 13.      | 7,96     | 3.       | 6.       | nem ért célba | nem ért célba |
| Tóth Anna         | 60 m gát    | 8,05     | 4.       | 15.      | 8,08     | 6.       | 14.      | kiesett       | kiesett       |

| Versenyző            | Versenyszám | Selejtező | Selejtező | Döntő    | Döntő    |
| Versenyző            | Versenyszám | Eredmény  | Helyezés  | Eredmény | Helyezés |
| -------------------- | ----------- | --------- | --------- | -------- | -------- |
| Bánhidi-Farkas Petra | Távolugrás  | 603 cm    | 16.       | kiesett  | kiesett  |
| Bátori Lilianna      | Magasugrás  | 189 cm    | 8.        | 180 cm   | 9.       |
| Klekner Hanga        | Rúdugrás    | 445 cm    | 9.        | kiesett  | kiesett  |
| Beregszászi Renáta   | Súlylökés   | 16,76 m   | 15.       | kiesett  | kiesett  |